# Eunicella ctenocelloides
Eunicella ctenocelloides är en korallart som beskrevs av Stiasny 1936. Eunicella ctenocelloides ingår i släktet Eunicella och familjen Gorgoniidae. Inga underarter finns listade i Catalogue of Life.